# Belknap County
Belknap County je okres amerického státu New Hampshire založený v roce 1840 oddělením části od okresů Merrimack a Strafford.
Jeho sousedním okresem na severu je Carroll, Strafford na východě, Merrimack na jihozápadě a Grafton na severozápadě.
Správním sídlem je město Laconia s 10 060 obyvateli v roce 2005.
Počet obyvatel: 61 562 (v roce 2006), 56 325 (v roce 2000),
Podíl žen: 50,9 %